# Louise Lorraine
Louise Lorraine (San Francisco, 1º ottobre 1904 – New York, 2 febbraio 1981) è stata un'attrice statunitense dell'epoca del cinema muto.

## Biografia
Un giorno, un fotografo bussò alla porta della casa dove la tredicenne Louise viveva a Los Angeles con sua madre vedova e con cinque fratelli; l'uomo, al vedere la ragazzina, rimase così colpito dal suo aspetto e dal suo comportamento che disse alla madre che avrebbe dovuto fare l'attrice, e che aveva un contatto alla Ince Studio che avrebbe potuto essere utile in tal senso. In un primo tempo la madre di Louise rifiutò, ma alla fine cedette.
Louise iniziò a lavorare girando due commedie per la Metro-Goldwyn-Mayer e per gli Universal Studios. Diventò molto popolare nei film The Radio King e With Stanley in Africa del 1922. Nello stesso anno, il suo nome fu inserito nella lista delle vincitrici del concorso WAMPAS Baby Stars. È nota per la sua molta energia e il suo carisma, caratteristiche non molto diffuse tra i suoi colleghi dell'epoca. La sua interpretazione più nota è forse quella di Jane, terza attrice ad interpretare il personaggio, nel film The Adventures of Tarzan del 1921. 
Interpretò solo cinque film sonori, tra cui Near the Rainbow's End nel 1930, con co-protagonista Bob Steele. 
Il suo primo matrimonio con l'attore Art Acord si concluse con un divorzio nel 1928. Si risposò poi con Chester J. Hubbard che però morì nel 1963.
Morì nel 1981 a New York all'età di 76 anni.

## Riconoscimenti
- WAMPAS Baby Stars 1922

## Filmografia parziale
- Big Bob, regia di Edward Laemmle (1921)
- The Dog Doctor, regia di Fred Hibbard (1921)
- A Bunch of Kisses, regia di Fred Hibbard (1921)
- The Adventures of Tarzan serial cinematografico, regia di Robert F. Hill e Scott Sidney (1921)
- The Oregon Trail, regia di Edward Laemmle - serial in 18 episodi (1923)
- The Stolen Ranch, regia di William Wyler (1926)
- Winners of the Wilderness, regia di W. S. Van Dyke (1927)
- Pugni saldi (Hard Fists), regia di William Wyler (1927)
- Baby Mine, regia di Robert Z. Leonard (1928)
- Slim domatore (Circus Rookies), regia di Edward Sedgwick (1928)
- Chinatown Charlie, regia di Charles Hines (1928)
- A Final Reckoning
- The Diamond Master, regia di Jack Nelson - serial in 15 episodi (1929)